# NGC 546
NGC 546 je galaksija u zviježđu Kipar.

## Vanjske poveznice
- SEDS: NGC 0546